# Pacwest Racing
Pacwest Racing, av stallet skrivet PacWest Racing, var ett amerikanskt racingteam som tävlade i Champ Car.

## Historia
Stallet grundades av Bruce McCaw 1993. Säsongen 1994 gjorde stallet sin första säsong i CART, och inför 1995 lockade McCaw både Maurício Gugelmin och Danny Sullivan (båda med meriter ifrån formel 1) till stallet, men säsongen var ingen succé för någondera av förarna, och Sullivan skadade sig mot slutet av året och ersattes av Juan Manuel Fangio II. Säsongen 1996 blev Mark Blundell stallets nye förare vid sidan av Gugelmin. Blundells bil var vid tidpunkten sponsrad av mobiltelefonföretaget Motorola. Stallets bästa säsong kom 1997, då man nådde sensationella resultat, och Gugelmin blev fyra med Blundell på en sjätte plats i mästerskapet. Britten Blundell tog stallets första seger, och ytterligare två, medan Gugelmin vann en deltävling.
Dessa resultat återupprepades aldrig under de kommande tre åren, och efter 2000 försvann Blundell från teamet, och ersattes av den lovande nyzeeländaren Scott Dixon (mästare i Indy Lights 2000). Dixons debutsäsong var en stor förbättring mot stallets säsonger 1998-200, då han vann på Nazareth Speedway, och nådde en åttondeplats sammanlagt. Stallet försattes i konkurs i början av säsongen 2002, och Dixon fick istället kontrakt med Chip Ganassi Racing, där han skulle bli en oerhört framgångsrik förare under senare del av decenniet.